# Wilhelm Peterson-Berger

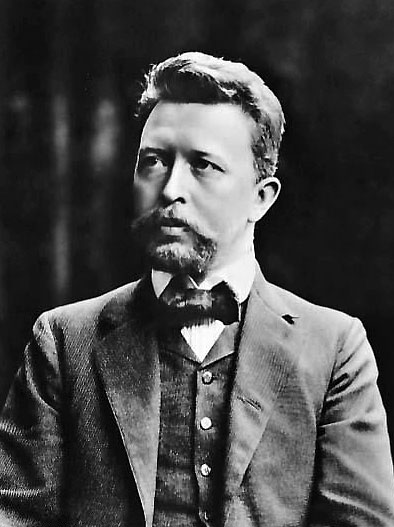
Wilhelm Peterson-Berger (um 1900)

Wilhelm Peterson-Bergerⓘ (geboren 27. Februar 1867 in Äskja gård, Ullånger; gestorben 3. Dezember 1942 in Östersund) war ein schwedischer Komponist und Musikkritiker.

## Vita
Die ersten musikalischen Eindrücke erhielt Peterson-Berger als Kind von seiner Mutter, die als begabte Pianistin Beethoven und Chopin spielte. Diese prägten sich ihm derart tief ein, dass er sie später in seinen Klavierstücken Fyra Danspoem verarbeitete. Mit 18 Jahren begab sich Peterson-Berger 1885 nach Stockholm, um dort das Konservatorium zu besuchen. Hier studierte er unter anderem Komposition bei Joseph Dente, einem Schüler von Franz Berwald. Einen tiefen Eindruck hinterließ die Aufführung von Richard Wagners Meistersingern im April 1887 in Stockholm. Peterson-Berger beschäftigte sich seit seiner Schulzeit mit Wagner. Wagner war für ihn nicht nur ein Musiker, sondern eine kulturelle Erscheinung. Peterson-Berger übersetzte später einzelne von Wagners Schriften ins Schwedische.
Mit 21 Jahren legte Peterson-Berger 1888 seine Prüfung am Konservatorium ab und begab sich zu einem Studienaufenthalt nach Dresden. Zwei Jahre später kehrte er nach Schweden zurück und unterrichtete in Umeå in Västerbotten (Norrland) Musik. Bereits ein Jahr zuvor hatte er während eines Sommeraufenthaltes die Landschaft Jämtlands (Norrland) kennengelernt, die für sein weiteres Leben und Schaffen bestimmend werden sollte. Die Natur und Landschaft Jämtlands wurden ihm zu Inspirationsquellen seiner Musik (so etwa in den Klavierstücken Frösöblomster und in seiner Oper Arnljot). Das Freiluftleben und mehrwöchige Wandertouren durch die nördlichen schwedischen Landschaften wurden für Peterson-Berger eine wichtige Erholung, ein Rückzug von der Zivilisation. Peterson-Berger schrieb über seine Wanderungen in den Jahrbüchern der Svenska Turistföreningen. Direkte Anknüpfung an Wandererlebnisse hat auch der Zyklus En Fjällfärd (Eine Bergwanderung) für Männerchor von 1893, den er selbst dichtete.
Lange hielt es Peterson-Berger aber nicht in Umeå: Mit 25 Jahren (1892) wurde Peterson-Berger als Musiklehrer nach Dresden berufen. Doch konnte ihn Dresden nicht wirklich fesseln. Nach nur zwei Jahren kehrte er nach Schweden zurück und ließ sich ein Jahr später in Stockholm nieder. Hier begann er, mittlerweile 29 Jahre alt, einen seiner folgenschwersten Schritte: Er wurde Musikkritiker der bedeutenden schwedischen Tageszeitung Dagens Nyheter. Seine Kritiken mit dem Kürzel P.-B. wurden bald zu den gefürchtetsten im ganzen Land. P.-B. schuf sich mit seiner schonungslosen Forderung nach Wahrheit und Einfachheit, seiner Ablehnung alles Künstlichen und Gekünstelten lebenslange Feinde und wurde im schwedischen Musikleben eine zunehmend isolierte Persönlichkeit.
Peterson-Berger hat neben seinen Kritiken auch zahlreiche Schriften publiziert, die auch heute noch lesenswert sind, insbesondere seine Analyse der „kulturellen Erscheinung“ Richard Wagners. Die zunehmende Isolation fand auch in den äußeren Lebensumständen ihren Ausdruck, als sich Peterson-Berger mit 43 Jahren (1910) auf Frösön, einer Insel im Storsjön in Jämtland bei Östersund, ein Stück Land kaufte, auf dem er sich vier Jahre später inmitten der unverdorbenen Landschaft ein Haus baute – mit Blick auf das Oviksfjäll, eines seiner Lieblingsgebirge. Hier starb er 1942, im Alter von 75 Jahren.

## Musikalisches Schaffen und Stil

### Arnljot
Wilhelm Peterson-Berger verstand sich selbst vor allem als Musikdramatiker. In Schweden ist er jedoch vor allem als Komponist wertvoller Klavierstücke und zahlreicher Lieder bekannt geblieben. Im Anschluss an Richard Wagner war es Peterson-Bergers Ziel, ein schwedisches Musikdrama zu schaffen. Dies gelang ihm mit Arnljot 1910. „Arnljot“ darf den Rang einer schwedischen Nationaloper beanspruchen. Wie sein Vorbild Wagner schrieb Peterson-Berger die Texte zu seinen Werken ausschließlich selbst. Arnljot handelt im Jämtland der Wikingerzeit und hat einen historischen Hintergrund in der Person Arnljot von Gällnö, welcher in der Zeit des norwegischen Königs Olaf des Heiligen lebte. Peterson-Berger schildert in seiner Dichtung den Konflikt seines Helden zwischen der heidnischen Gesellschaft der Konventionen und Pflichten und einer neuen christlichen Kultur der Freiheit und des Ichbewusstseins. Ein wiederkehrendes Motto ist dabei der Satz „Der Glaube an Christus ist der Glaube an sich selbst“. Peterson-Bergers Dichtung hat eine kulturphilosophische Botschaft für die Gegenwart und ist nicht einfach nur historische Handlung.
Musikalisch arbeitet Peterson-Berger mit Leitmotiven. Wie bei Wagner ist die Nummerneinteilung der Oper aufgehoben: Der Text wird als Sprechgesang gestaltet, unterbrochen von ariosen Partien (meistens sind das Textstellen, in denen die handelnden Personen sich selbst reflektieren). Hervorragend gelungen sind die Naturstimmungen im zweiten Aufzug, wo es Peterson-Berger gelungen ist, den mystischen Zauber der Waldeinsamkeit des schwedischen Norrlands musikalisch zu gestalten. Arnljot wurde lange auf der Stockholmer Bühne als fester Bestandteil des Repertoires aufgeführt. Seit Peterson-Bergers Zeit finden alljährlich auch Freilichtspiele auf Frösö statt. Bei den ersten Spielen wie auch bei der Uraufführung in Stockholm hatte Peterson-Berger selbst Regie geführt.

### Klavierstücke
Peterson-Bergers Klavierstücke erfreuen sich bis heute großer Beliebtheit, wenn sie auch vom Komponisten mehr als Nebenprodukt gedacht waren. Gerade deshalb ist Peterson-Berger in diesen Stücken vielleicht am meisten er selbst und am unverkrampftesten. Im Zentrum der Klavierkompositionen stehen die drei Hefte „Frösöblomster“ und die Klaviersuiten. Sommarsång (Sommerlied) aus Frösöblomster I wurde geradezu zu einem Schlager und Intåg i Sommarhagen (Einzug in Sommarhagen, Peterson-Bergers Haus auf Frösön) aus Frösöblomster III zum Inbegriff schwedischer Sommermusik. Auch bei der Klaviermusik gehören die Stücke mit Naturstimmungen zu den stärksten. Sind die frühen Werke noch von der spätromantischen Tradition und von Edvard Grieg geprägt, entwickelt Peterson-Berger im Laufe der Jahre einen impressionistischen Stil, der vor allem im dritten Heft der Frösöblomster Sommarhagen (Peterson-Bergers Haus auf Frösön) und im Zyklus I Somras (Im letzten Sommer) zum Durchbruch kommt.

### Weitere Werke
Das Liedschaffen von Peterson-Berger ist umfassend: Der Komponist war ein fleißiger Leser, und es machte ihm große Freude, auch neue Schriftsteller zu entdecken. Befreundet war er mit dem Dichter Erik Axel Karlfeldt, der auch Sekretär der Schwedischen Akademie war und damit Mitglied des Komitees, das den Nobelpreis für Literatur verlieh. Peterson-Berger nahm so selbst auf die Verleihung des Literaturnobelpreises an den Schweizer Carl Spitteler Einfluss, von dessen Werken er begeistert war. Neben Karlfeldt vertonte Peterson-Berger Gedichte von Oscar Levertin, Jens Peter Jacobsen, Friedrich Nietzsche, Ricarda Huch, August Strindberg, Verner von Heidenstam, Anders Österling, Bo Bergman, Gustav Fröding, Heinrich Heine u. a.
Peterson-Berger schuf auch Orchesterwerke in einer eigenwilligen, klanglich interessanten und fast exotischen Musiksprache. Das Durchbruchswerk war die Sinfonie Nr. 2, „Sunnanfärd“ (Südenfahrt), die die Sehnsucht des Komponisten nach dem klassischen Griechenland als Segelfahrt ins Mittelmeer schildert. Die dritte Sinfonie „Same Ätnam“ ist von samischer Volksmusik inspiriert. Das Violinkonzert experimentiert mit Pentatonik.

## Werke

### Orchesterwerke
- Sinfonie Nr. 1, „Baneret“, B-dur, 1889–1890
- Suite „I somras“, 1903
- Sinfonie Nr. 2, „Sunnanfärd“, Es-dur, 1910
- Sinfonie Nr. 3, „Same-Ätnam“, f-moll, 1913–1915
- Suite „Earina“, 1903
- Sinfonie Nr. 4, „Holmia“, A-dur, 1929
- Sinfonie Nr. 5, „Solitudo“, h-moll, 1932–1933

### Bühnenwerke
- „Ran“, 1900 (Uraufführung 1903)
- „Arnljot“, Handlung in drei Akten für Soli, Chor und Orchester, 1907–1909 (Uraufführung 1910)
- „Domedagsprofeterna“ (Die Propheten des Jüngsten Gerichts), 1917 (Uraufführung 1919)
- „Adils och Elisiv“, 1924 (Uraufführung 1927)

### Vokalmusik
- Svensk Lyrik (Schwedische Lyrik), Gedichte von Heidenstam, Levertin, Fröding, Rydberg
- Ur „Fridolins Lustgård“ (Aus „Fridolins Lustgarten“), Lieder nach Gedichten von Erik Axel Karlfeldt
- Frukttid, Lieder nach Gedichten von Anders Österling

### Klaviermusik
- „Frösöblomster“ (Blumen von Frösö), Heft 1
- „Frösöblomster“ (Blumen von Frösö), Heft 2
- „Frösöblomster“ (Blumen von Frösö), Heft 3, „I Sommarhagen“ (In Sommarhagen)
- „I Somras“ (Im letzten Sommer), Suite
- „Anakreontika“, Suite

### Schriften
- Richard Wagner som kulturföreteelse, 1913
- P.-B.-recensioner. Glimtar och skuggor ur Stockholms musikvärld, 1886–1932, 2 Bde., 1932
- Melodins mysterium, 1937
- Om musik. Ett urval av essayer och kritiker, 1942
- Minnen [Erinnerungen], hg. von Telemak Fredbärj, 1943
- Från utsiktstornet, Essayer om musik och annat, herausgegeben von Telemak Fredbärj, 1951